# الفن في بدايات إسكتلندا الحديثة

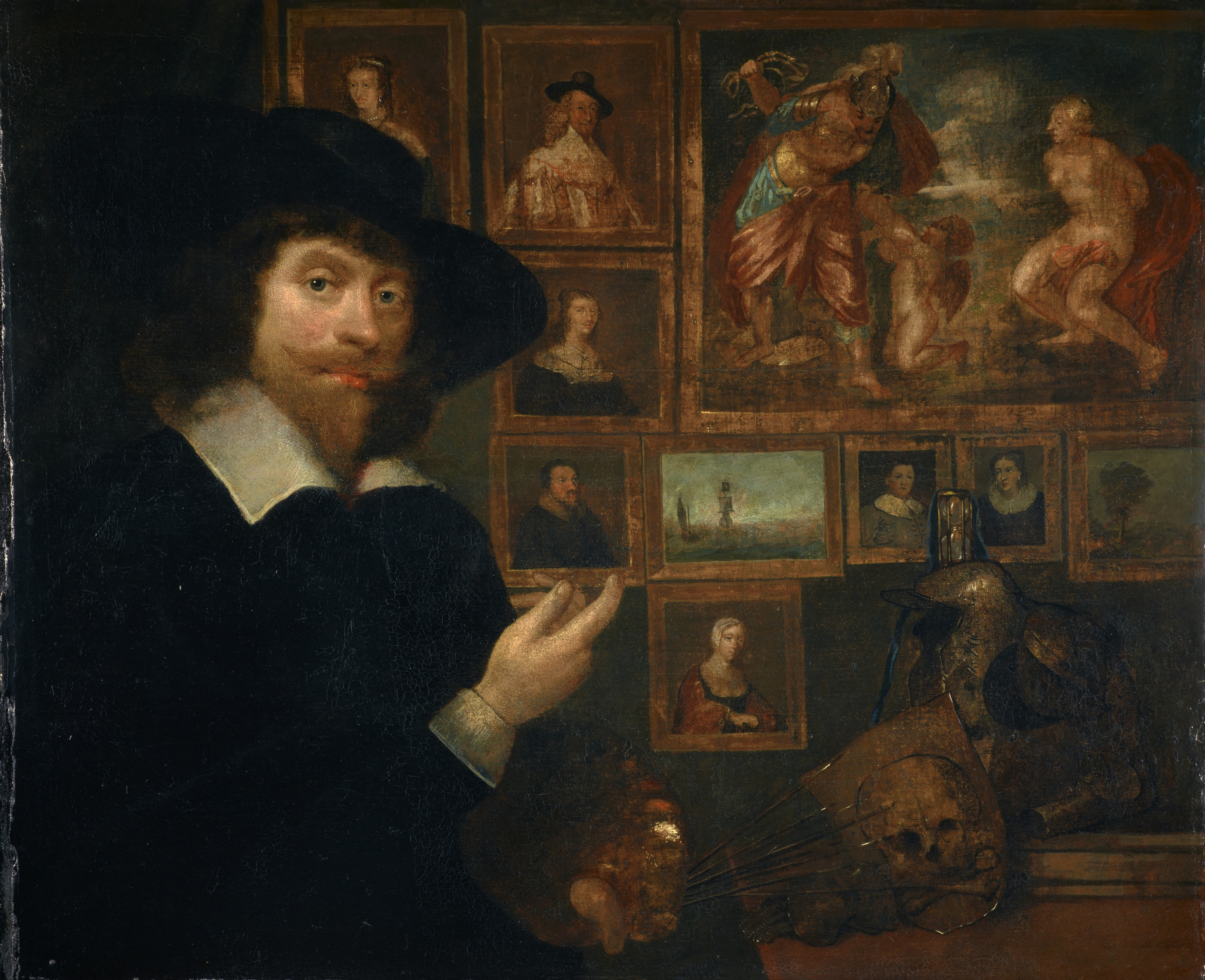
لوحة ذاتية لجورج جيمسون، 1642.

يشمل الفن في بدايات اسكتلندا الحديثة جميع أشكال الإنتاج الفني داخل الحدود الحديثة لاسكتلندا، فيما بين تبني النهضة في بداية القرن السادس عشر حتى بدايات عصر التنوير في منتصف القرن الثامن عشر.
شمل الفن التعبدي قبل حركة الإصلاح الديني الكتب والصور التي كُلِّف بها في هولندا. كانت التصميمات الداخلية للكنائس الاسكتلندية قبل حركة الإصلاح الديني في منتصف القرن السادس عشر مشغولة غالبًا بعناية دقيقة ومُلونَة، مع بيوتٍ للقربان المقدس ومجسماتٍ ضخمة. تكبد الفن الكنسي الإسكتلندي خسائر فادحة نتيجة فكرة حركة الإصلاح الديني بتحطيم الأيقونات، مع خسارةٍ شبه كاملة لزجاج العصور الوسطى الملون، والتماثيل واللوحات الدينية.
حوالي العام 1500 اتجه النظام الملكي الإسكتلندي إلى تسجيل مظاهر العائلة المالكة في صور داخل لوحات مؤطرة. الأكثر إثارةً للإعجاب منها هي الأعمال أو الفنانين المستوردين (القادمين) من أوروبا، خاصةً هولندا. ربما عطلت الأقليات والمقاطعات الخاضعة لاسكتلندا خلال الجزء الأكبر من القرن السادس عشر تقليد رسم الصور الملكية فيها، ولكنه ازدهر بعد حركة الإصلاح الديني. وظف جيمس الخامس الفنانَين الفلمنكيَين آرنولد برونكهورست وأدريان فانسون، اللذين تركا خلفهما تسجيلاً مرئيًا للملك والأشخاص المهمين في البلاط. كان أول فنان بارز من أهل البلاد هو جورج جيمسون، الذي خلفه سلسلةٌ من مصوري البورتريه بتحرك الموضة إلى أسفل في السلم الاجتماعي نحو الليردات (اللوردات الاسكتلنديين) والمواطنين.
أدى فقدان الرعاية الكنسية الناتج عن حركة الإصلاح الديني إلى أزمة للحرفيين، والفنانين الأصليين، الذين تحولوا إلى الرعاة غير الدينيين (العلمانيين). أحد نتائج ذلك كان ازدهار الحوائط والأسقف المزخرفة في عصر النهضة الإسكتلندي. شملت الأشكال الأخرى للتزيين المنزلي النسيج المزركش باليد (التابستري) والنحت على الحجر والخشب. في النصف الأول من القرن الثامن عشر، تزايدت المهنية ونُظم الفن. وذهب عددٌ كبير من الفنانين في الجولة الكبرى إلى إيطاليا. تأسست أكاديمية سانت لوكا بصفتها جمعية للفنانين عام 1729. وكان من بين أعضائها آلان رامساي، الذي برز بكونه واحدًا من أهم الفنانين البريطانيين في تلك الحقبة.

## الفن التعبدي
شمل الفن التعبدي المكتسب من هولندا في أواخر القرن الخامس عشر وأوائل القرن السادس عشر صور سانت كاترين وسان جون التي أُحضرت إلى دانكيلد، ومذبح هوغو فان دير غوز إلى كنيسة كلية الثالوث الأقدس في إدنبرة، بتكليف من جيمس الثالث، والعمل الذي سمي على اسم السيد الفلمنكي جيمس الرابع من اسكتلندا. هناك أيضًا عدد كبير نسبيًا من الكتب التعبدية المزخرفة بدقة من أواخر القرن الخامس عشر وأوائل القرن السادس عشر، والتي عادة ما أُنتجت في هولندا وفرنسا للرعاة الاسكتلنديين. تشمل هذه الكتب كتاب الصلوات الذي كَلّف به روبرت بلاكادير، وأسقف غلاسكو، بين عامي 1484 و 1492. وكتاب الساعات الفلمنكي المصور، المعروف باسم ساعات جيمس الرابع من اسكتلندا، الذي قدمه جيمس الرابع لمارجريت تيودور بعد عام 1503 ووصفه دي إتش كالدويل بأنه «ربما تكون أروع مخطوطة القرون الوسطى كُلِّفَ بها للاستخدام الإسكتلندي».
قبل حركة الإصلاح الديني في منتصف القرن السادس عشر كانت التصميمات الداخلية للكنائس الاسكتلندية في كثير من الأحيان مشغولة بعناية دقيقة وملونة. خصوصًا في الشمال الشرقي من البلاد، حيث كانت بيوت القربان المقدس مزينة إلى درجة كبيرة، مثل البيوت الباقية في كينكل من عام 1524 وديسكفورد من عام 1541. وعادة ما كانت التماثيل الضخمة في الكنائس ملونةً بالكامل ومذهبة ومكرسة لأعضاء الإكليروس والفرسان وزوجاتهم. على النقيض من إنجلترا، حيث أفسحت النصب المنحوتة من الحجر الطريق للمشغولات الضخمة من النحاس الأصفر، استمر إنتاجها في اسكتلندا حتى نهاية العصور الوسطى. ويشمل هذا مقابر دوغلاس المشغوله بدقة شديدة للغاية في مدينة دوغلاس والمقبرة التي بُنيت لألكسندر ماكلويد (المتوفى 1528) في رودل بهاريس. تكبد الفن الكنسي في اسكتلندا خسائر فادحة نتيجة فكرة حركة الإصلاح الديني بتحطيم الأيقونات، مع خسارة شبه كاملة للزجاج الملون من القرون الوسطى والتماثيل واللوحات الدينية. الزجاج الملون الوحيد المهم الباقي من فترة ما قبل حركة الإصلاح في اسكتلندا هو نافذة بتصميم يحتوي أربع دوائر في كنيسة القديسة ماغدالين في كاغيت بإدنبرة، التي أُكملت عام 1544. يمكن رؤية أعمال نحت الخشب في جامعة الملك بأبردين وكاتدرائية دبلن أيضًا.
في المرتفعات الغربية، حيث كانت الطوائف المتوارثة من نحاتي التماثيل الضخمة، أدى عدم اليقين وفقدان الرعاية الذي تسبب به رفض التماثيل في حركة الإصلاح الديني إلى انتقالهم إلى فروع أخرى من الجمعيات (الرتب) الغالية المتعَلمة (المعروفة) أو اتخاذهم مهنًا أخرى. يُلاحَظ النقص في نقل مهارات النحت في انخفاض الجودة عند التكليف التالي بشواهد للقبور في بداية القرن السابع عشر. وفقًا لـ إن. بريور، قد يكون لطبيعة الإصلاح الإسكتلندي آثار أوسع، بتحديد خلق ثقافة العرض العام والإشارة إلى تحول الفن إلى أشكال أكثر بؤسًا (محدودية) في التعبير بتعزيز الضوابط الخاصة والمنزلية.

## فن التصوير
نحو العام 1500، تقريبًا في نفس الوقت مثل إنجلترا، اتجهت الملكية الاسكتلندية إلى تسجيل مظاهر العائلة المالكة في صور داخل لوحات مؤطرة. صُورت بالألوان الزيتية على الخشب، ربما بصفتها شكلاً من أشكال التعبير السياسي. في 1502 دفع جيمس الرابع تكاليف تحرير صور لعائلة تيودور، على الأرجح من قبل الـ«إنجليش باينتور» (الرسام الإنجليزي) المسمى «مينورس»، الذي بقي في اسكتلندا لرسم الملك وعروسه الجديدة مارغريت تيودور في العام التالي. «مينورس» هو مينارد فيفيك، رسام فلمنكي كان يعمل عادة لدى هنري السابع في لندن. كما في إنجلترا، قد تكون الملكية امتلكت صورًا نموذجية للعائلة المالكة تستخدم للنسخ والاستنساخ، لكن نسخ الصور الملكية الأصلية الباقية بسيطة (غير مصقولة) عمومًا وفقًا للمعايير الأوروبية. الأكثر إثارة للإعجاب من ذلك هو استيراد الأعمال أو الفنانين من أوروبا، بالأخص هولندا، التي تعتبر عمومًا مركز التصوير في عصر النهضة الشمالي. تضمنت منتجات هذه الروابط صورة رائعة لويليام إلفنستون. وهي واحدة من أقدم التمثيلات الباقية لشخص اسكتلندي، ربما قد رسمها فنان اسكتلندي باستخدام تقنيات فلمنكية. عطَّلت الأقلياتُ والأقاليم التي خضعت لاسكتلندا لجزء كبير من القرن السادس عشر تقاليدَ التصوير الملكي فيها. في أغلب فترة حكمه، كان جيمس الخامس على الأرجح أكثر اهتمامًا بالتعبيرات المعمارية للهوية الملكية. نشأت ماري ملكة الاسكتلنديين في البلاط الفرنسي، حيث رسمها وصورها أعظم فناني أوروبا، لكنها لم تكلف بأي صور لها وهي بالغة، باستثناء الصورة المشتركة لها مع زوجها الثاني هنري ستيوارت، لورد دارنلي. قد يعكس هذا نمطًا اسكتلنديًا تاريخيًا، إذ كان يُعتبر عرض الشعارات أو تحضير القبور بدقة أهم من الصورة الشخصية.
بدأ فن التصوير في الازدهار بعد الإصلاح الديني. وُجدت صور شخصية للأفراد المهمين صورها مجهولون، من ضمنها صورة لجيمس هيبورن، الإيرل الرابع لبوثويل (1556). ظل الفنانون من الدول الأقل شأنًا مهمين. رسم هانز إيوورث -الذي كان رسام البلاط لماري الأولى ملكة إنجلترا- عددًا من الأشخاص الاسكتلنديين في ستينيات القرن السادس عشر. شكّلت صوَره لزفاف عام 1561 منمنماتٍ تخلد ذكرى الزواج الموجَز بين إيرل بوثويل وجين غوردون. إضافة إلى أنه صوّر جيمس ستيوارت، إيرل موراي الأول عام 1561 وبعد عامين رسم صورة مشتركة لدارنلي الصغير وشقيقه تشارلز ستيوارت. كلّف اللورد سيتون، رب الأسرة المالكة بصورتين في هولندا في سبعينيات القرن السادس عشر، واحدة له والأخرى صورة عائلية. هناك نوع معين من الصور الاسكتلندية هو «صورة الثأر»، المصممة للحفاظ على ذكرى فظيعة ما حية. وتشمل الأمثلة على ذلك صورة دارلني التذكارية، التي تُظهر الشاب جيمس الرابع راكعًا على قبر والده المقتول، وصورة بالحجم الطبيعي لجثة إيرل موراي الوسيم تُظهر بوضوح الجروح التي تلقاها جيمس ستيوارت، إيرل موراي الثاني عندما قُتل على يد جورج غوردون، أول ماركيز لهنتلي عام 1592.